# Üstdob
Az üstdob membranofon hangszer, a szimfonikus zenekarok legfontosabb ütőhangszere. Gömbölyű formájú, fémből készült üstszerű testre feszített membránja feszítőszerkezettel hangolható. Legtöbbször  kettesével vagy többedmagával, különböző méretben és különböző hangokra hangolva, speciális üstdobverőkkel megütve használják.

## Neve
A több európai nyelvben, a magyarban is az üstdobra gyakran használt timpano, timpani szó olasz eredetű, a többesszámú timpani a hangszer páros mivoltára utal. Az olasz szó a latin tympanum közvetítésével a görög τύμπανον szóból ered, ami az ókorban egy kultikus dobféleséget jelölt. A középkorban még arab hangszernevekből származó elnevezései voltak, az arab atbal szóból eredeztethető a spanyol atabal, az ófrancia atabale, majd valószínűleg a két – arab és latin – szó keresztezéséből jött a ma is használatos francia timbale(s) és spanyol timbal(es). Az arab naqqárátból lett a hangszer középkori, kis méretű változataira használt óolasz naccherone, az óspanyol nácara, az ófrancia nacaire, az óangol nakers.

## Leírása
A hangszer legfontosabb részei az állványon nyugvó gömbölyded formájú üst, az üst nyílására feszített membrán, valamint a membrán feszességének változtatásával a hangszer hangolását lehetővé tévő mechanizmus.
A rezonátorként szolgáló üst hagyományosan rézlemezből készül. Régebben megközelítőleg félgömb formájú volt, ma többnyire mélyebb, parabolikus íve van. Az üst fenekén egy 3 cm átmérőjű furat van, hogy a hangszer belseje és a külvilág közötti légnyomáskülönbség kiegyenlítődhessen.
A membránt egy bőrtartó kerettel feszítik az üst nyílására. Membránnak a 20. század közepéig szinte kizárólag finoman, pergamenszerűen kikészített borjú- vagy szamárbőrt használtak, újabban ezt műanyag hártyák váltják fel.
Az üstdob membránjának megfeszítésére, a feszességnek a hangolás érdekében való változtatására a hangszer története során többféle megoldás született, napjainkban hangolószerkezetük alapján a következő üstdobfajtákat különböztetik meg:
- csavaros üstdob – a membrán feszessége a bőrtartó kereten körben található 6-8 szárnyas csavarral szabályozható
- forgatókaros (emeltyűs) üstdob – egy forgatókarral ellátott főcsavar emeltyűszerkezet segítségével végzi az áthangolást
- forgatható üstdob – az egész korpusz függőleges tengely körüli forgatásával lehet a membrán feszességét szabályozni
- pedálos üstdob – a membrán feszességét pedálmechanizmussal mozgatott emeltyűszerkezet szabályozza, a hangolás kézi finombeállítással javítható.

Az üstdobot általában párosával vagy többedmagával, a szükséges hangtartománynak megfelelően többféle méretben használják. A zenekarokban alkalmazott üstdobfélék a következők:
| név                  | átmérő     | hangterjedelem |
| -------------------- | ---------- | -------------- |
| basszus-üstdob       | 75–80 cm ∅ | D–H            |
| nagy- vagy G-üstdob  | 65–70 cm ∅ | E–c            |
| kis- vagy C-üstdob   | 60–65 cm ∅ | A–fisz         |
| magas- vagy F-üstdob | 55–60 cm ∅ | c–gisz         |
| H-üstdob             | 45–50 cm ∅ | g–c'           |
| szoprán-üstdob       | 20–30 cm ∅ | a'–d²          |

## Használata

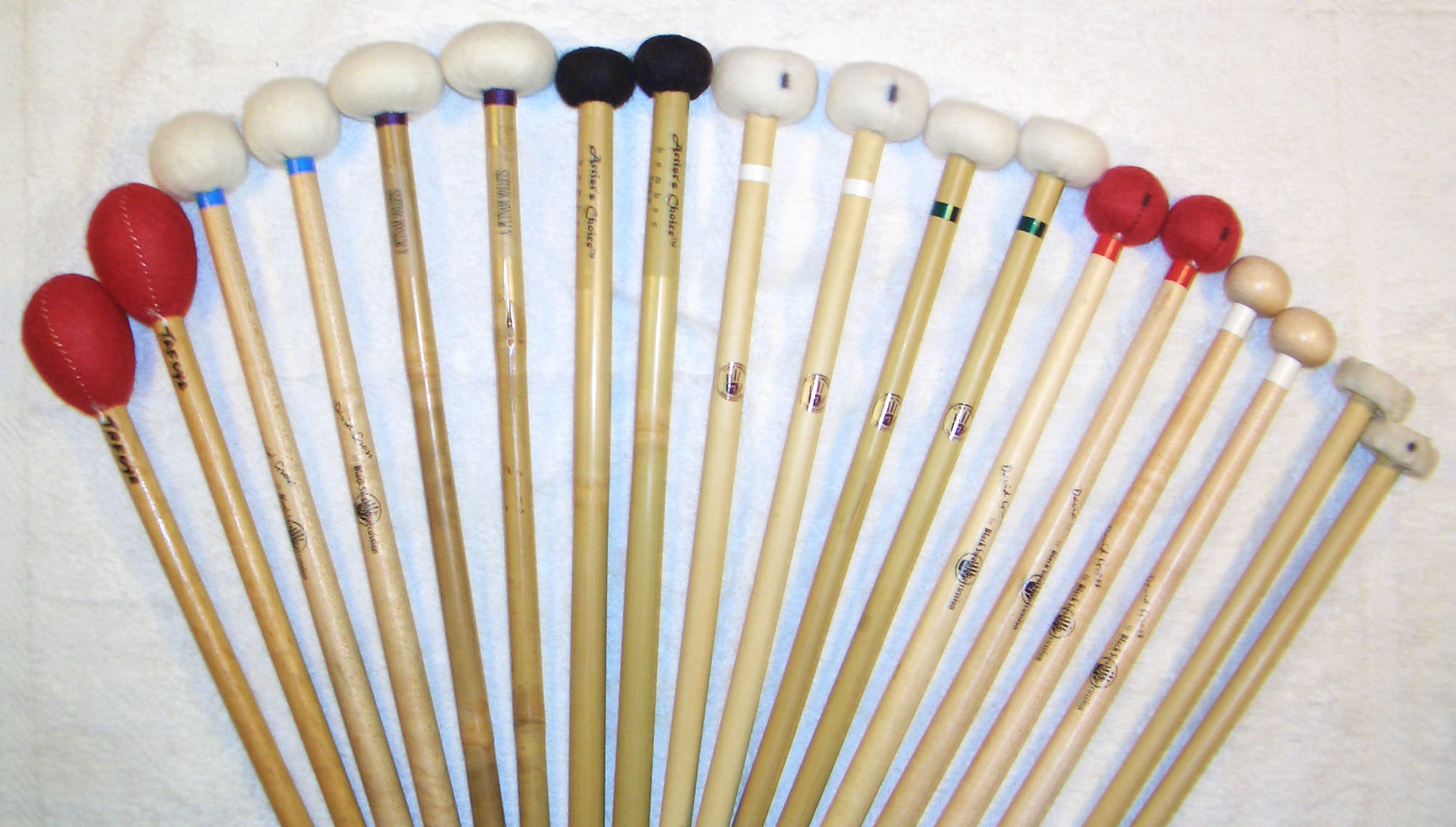
Különböző üstdobverők

Az üstdobot egy vagy két verővel ütik. Erre a célra könnyű nád- vagy fanyelű verőket használnak, melyek 2–3 cm átmérőjű fejben végződnek. A verő fejének keménysége, anyaga meghatározza a megszólaló hang karakterét. A puha, lágy verők feje gyapjúvattából vagy filcből, a közepesé szivacsból, kemény filcből vagy bőrből, a keményeké parafából vagy fából készül.
Az üstdobjátékban sokféle ütésmódot lehet alkalmazni, ezek közül a legfontosabbak:
- egyszerű ütés – a hangszer peremétől egyharmad sugárnyira, ez hosszan tartó utáncsengést, jól meghatározott hangmagasságot eredményez
- ütés a középpontban – egyszerre tompa és kemény hangot ad, a hangmagasság kevésbé meghatározható a nem harmonikus felhangok dominanciája miatt
- ütés a szélen – száraz hang, érezhető felső kvint rezonanciával.
- staccato ütés – ütés után a másik kéz tompítja a hangot.

A tremolót az üstdobon nem túl gyors ütésváltással, szabályosan váltakozó ütésekkel képezik. Ilyenkor szinte folyamatos, alig vibráló hang hallatszik, különösen ha pianóban játsszák. Két üstdobon trillaszerűen tremolózva kettős hangzat érzete kelthető. Különleges hanghatást ad a részben tompított üstdob: ha az ütőfelületen hagyott tenyér vagy a másik ütő tompítja a hangot, vagy bőrrel, textíliával borítják be a membránt. Újabban kisdobverőt is használnak üstdobhoz, ami a hangszer színskáláját bővíti.

## Története

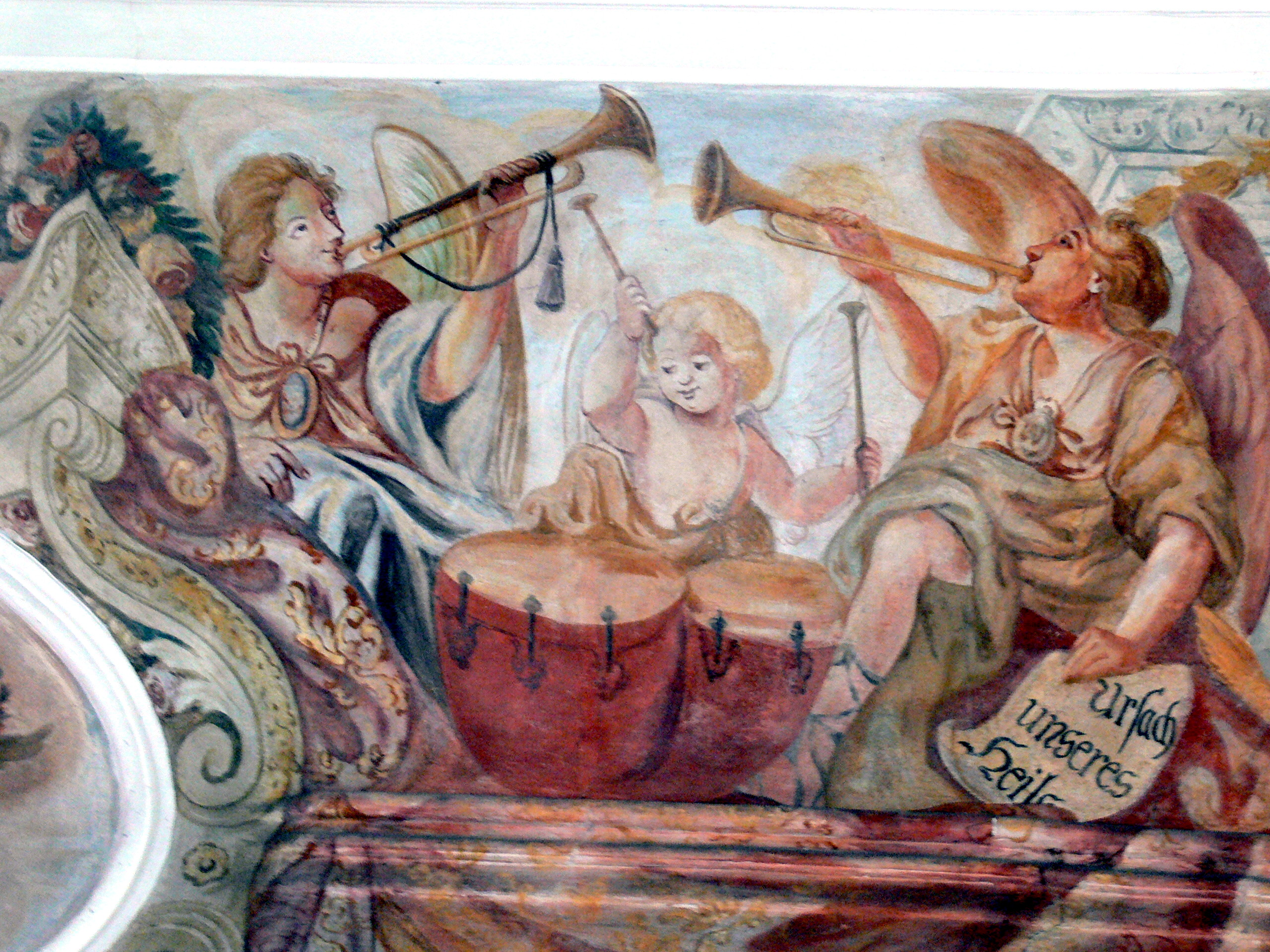
Trombiták és üstdobok egy freskón. Frauenkapelle, Altenmarkt

Az üstdob kelet-ázsiai eredetű dobféleség. Európába legkésőbb a 13. században került a keresztes hadjáratok közvetítésével. Ezek a hangszerek a maiaknál jóval kisebbek voltak, az övre akasztva hordták, de már akkor kettesével használták. A maiakhoz hasonlóan nagy méretű üstdobokra vonatkozó első adat 1457-ből származik, amikor V. László magyar király követeket küldött Franciaországba, hogy megkérjék számára VII. Károly francia király lányának, Madeleine hercegnőnek a kezét. A követeket kísérő dobosok lóháton hordott nagy méretű üstdobjai feltűnést keltettek.
Ebben az időben az üstdob – a trombitával együtt – a lovasság, a lovagok harci hangszere volt, miközben a gyalogság kisdobokat és harántsípokat használt. A trombitások és üstdobosok céhe a 16. században egész Európában elterjedt, néhol még a 19. században is fennmaradt. A trombiták és üstdobok a katonazenében, a szignálok előadásában mindig együtt szerepeltek. Az üstdob a katonazenében, különösen a lovasságnál elfoglalt helyét a 20. századig megtartotta.
Az üstdob bőrének, membránjának megfeszítésére kezdetben zsinórok szolgáltak, a csavaros megoldás a 16. századtól dokumentált, a 17. századtól vált általánossá; ez pontosabb hangolást tett lehetővé. A műzenében elsőként Lully a Théseus című operájában, 1675-ben használt üstdobot, majd Händel Vízi zenéjében és Bach számos kantátájában szólalt meg. Az üstdob és a trombita szoros kapcsolata a műzenében is sokáig fennmaradt, még Mozart és Haydn is mindig együtt alkalmazza őket, rendszerint a zenekari tuttiban.

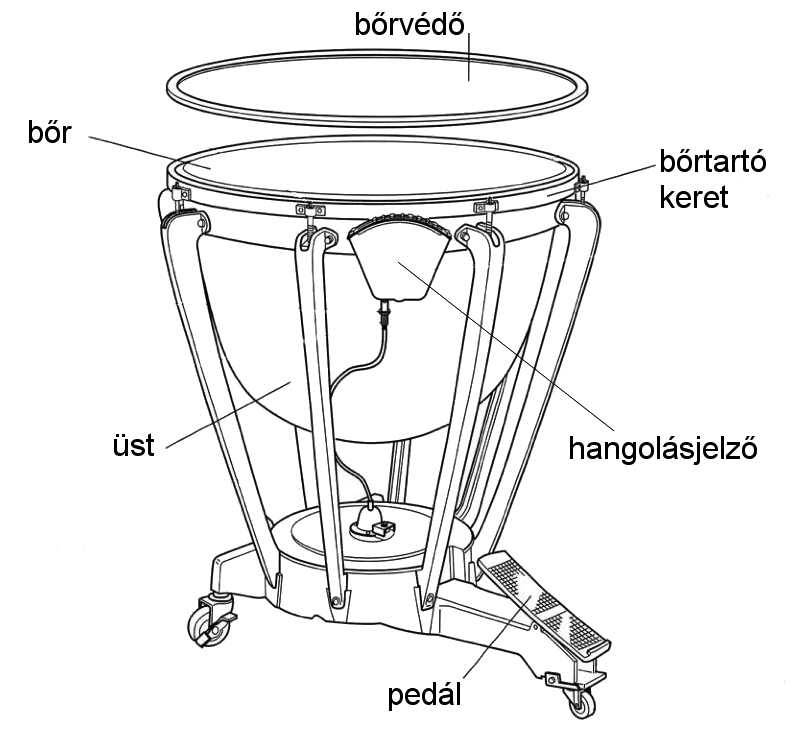
A pedálos üstdob felépítése

Az üstdobot egészen Beethovenig mindig kettesével, kvart hangközre hangolva használták az adott zenemű alaphangnemének tonika illetve domináns hangjain. Ennek megfelelően a kottában mindig C és G hang szerepelt, a valóságos hangolást csak a szólam elején tüntették fel, például így: timpani in D–A.
Beethoven kezdte el feloldani az üstdob addigi kötöttségeit, műveiben gyakran a trombitától függetlenítve és módosult alaphangolásban is használta. A 19. században a zeneszerzők már gyakran írtak elő három, négy üstdobot, kivételesen még ennél is többet. Ennek megfelelően ekkor már nem a transzponált, hanem a hangzó hang lejegyzése vált általánossá. Ebben az időben jöttek létre az üstdobok áthangolását könnyítő megoldások. A forgatókaros üstdobot 1812-ben Münchenben, a forgathatót 1821-ben Amszterdamban, a pedálost 1855-ben Párizsban, majd 1872 körül Drezdában szerkesztették meg.
A pedálos üstdob feleslegessé tette a hangszer nagy számban való alkalmazását, bár a pedállal való gyakori áthangolás bizonytalanná teheti az intonációt. Emiatt manapság gyakran négyes üstdob-garnitúrát használnak: ez két pedálos és két forgatókaros vagy forgatható hangszerből áll.